# Tài tử

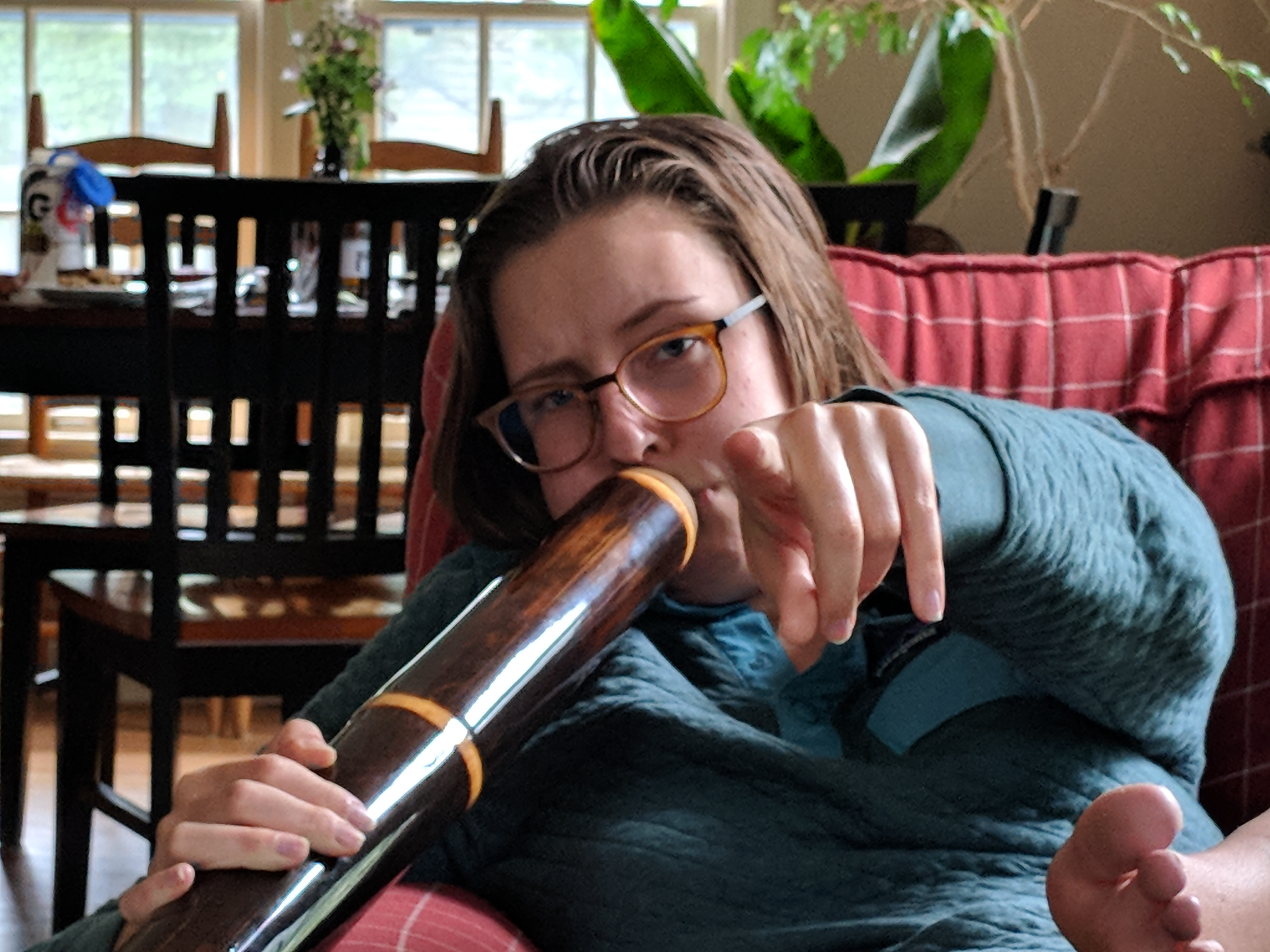
Hình ảnh Amateur Didgeridoo Player Using Bamboo Instrument.

Trong tiếng Việt, từ "tài tử" có nghĩa là không phải chuyên nghiệp. Ví dụ ca sĩ tài tử để chỉ người đi hát không chuyên, có thể không lấy tiền. Tính từ "tài tử" cũng chỉ lối làm việc thiếu cố gắng, như học tài tử.
"Tài tử" còn được dùng với nghĩa diễn viên điện ảnh, thường dùng ở miền Nam trước đây. Ngày nay mọi người thường hiểu là diễn viên ngôi sao, ví dụ tài tử Tom Cruise.
Tài tử cũng là tên một thể loại âm nhạc ở Nam bộ, nhạc tài tử. Chữ "tài tử" được dùng đúng với nghĩa của từ này, nhạc tài tử là nhạc của những người không chuyên chơi.

## Từ nguyên
Có nguồn cho rằng chữ "tài tử" vốn được dùng như danh từ với nghĩa là "nghệ sĩ", "người tài hoa". Người miền Nam Việt Nam xưa dùng chữ "tài tử" để chỉ diễn viên điện ảnh, với ý nói họ là người tài hoa. Về sau, chữ "tài tử" được dùng như tính từ để chỉ cách sống của như những người "tài tử" (nghệ sĩ). Cách sống này được cho là ít ràng buộc vào thông lệ xã hội, tự do theo ý muốn hay sự đam mê cá nhân. Theo quan điểm này, nhạc tài tử là loại nhạc mang tính nghệ sĩ, ngẫu hứng, ứng tác ứng tấu, chỉ chơi giữa những nghệ sĩ tâm đầu ý hợp.